# Kingston Springs
Kingston Springs é uma cidade  localizada no estado norte-americano de Tennessee, no Condado de Cheatham.

## Demografia
Segundo o censo norte-americano de 2000, a sua população era de 2773 habitantes.
Em 2006, foi estimada uma população de 2925, um aumento de 152 (5.5%).

## Geografia
De acordo com o United States Census Bureau tem uma área de
25,3 km², dos quais 25,3 km² cobertos por terra e 0,0 km² cobertos por água. Kingston Springs localiza-se a aproximadamente 168 m acima do nível do mar.

## Localidades na vizinhança
O diagrama seguinte representa as localidades num raio de 24 km ao redor de Kingston Springs.